# Sotiris Ninis
Sotiris Ninis - em grego, Σωτήρης Νίνης (Himarë, 3 de Abril de 1990) - é um futebolista grego nascido na Albânia que atua como meio-campista. Atualmente joga no PAS Giannina.

## Carreira

### Panathinaikos
Nascido na Albânia, mas de pais gregos, Ninis foi eleito o melhor jogador do Campeonato Europeu Sub-19 (onde a Grécia terminou com o vice-campeonato), e, em duas oportunidades como o melhor jogador jovem do campeonato grego, sendo a primeira em 2007, onde se tornou o mais jovem da história e segunda em 2010.
Tendo surgido nas categorias de base do Giannis Pathiakakis Academies quando tinha apenas dez anos, passaria duas temporadas no Apollon Smyrni antes de chegar ao Panathinaikos. Neste, após três temporadas nas categorias de base, estreou pela equipe principal quando tinha apenas dezesseis anos, se tornando o segundo mais jovem na história do clube. Posteriormente, também se tornaria o mais jovem da história do clube a receber a faixa de capitão.
Após sua ótima participação no europeu sub-19, estreou pela seleção grega, aos dezoito (sendo o mais jovem da história), e se tornado também o mais jovem da história a marcar um tento pela seleção. Esteve presente na Copa do Mundo de 2010, sendo o mais jovem entre os gregos.

### Parma
Defendeu após a Eurocopa 2012 o Parma. sem grandes sucessos e voltou ao Panathinaikos.